# Nabralaid
Nabralaid ist eine unbewohnte Insel, 1,3 Kilometer von der größten estnischen Insel Saaremaa entfernt. Die Insel liegt in der Landgemeinde Saaremaa im Kreis Saare. Sie liegt im Kahtla-Kübassaare hoiuala.
Nabralaid ist 250 Meter lang und 180 Meter breit.